# Aleksiej Sacharow
Aleksiej Nikołajewicz Sacharow (ros. Алексе́й Никола́евич Са́харов; ur. 17 kwietnia 1934, zm. 25 stycznia 1999) – radziecki reżyser filmowy i scenarzysta. Ludowy Artysta RFSRR.

## Miejsce pochówku
Pochowany na Cmentarzu Daniłowskim w Moskwie.

## Wybrana filmografia
- 1957: Legenda o lodowatym sercu (Легенда о ледяном сердце) (wspólnie z Eldarem Szengiełaja)[2]
- 1959: Śnieżna baśń (Снежная сказка) (wspólnie z Eldarem Szengiełaja)[2]